# Costituzione delle Figi
Le isole Figi hanno avuto 4 costituzioni diverse:
- Costituzione delle Figi del 1970
- Costituzione delle Figi del 1990
- Costituzione delle Figi del 1997
- Costituzione delle Figi del 2013